# Вулиця 1-ша лінія Бомбор (Севастополь)
Вулиця 1-ша лінія Бомбор (крим. 1 sızıq Bombor soqaq) — вулиця в Нахімовському районі Севастополя, в районі Бомбори.